# Poco
Poco är ett amerikanskt countryrockband bildat 1968 i Los Angeles, Kalifornien av Richie Furay och Jim Messina, efter upplösningen av deras tidigare band Buffalo Springfield.
Originaluppsättningen bestod av Richie Furay (gitarr, sång), Jim Messina (gitarr sång), Rusty Young (pedal steel guitar, banjo, dobro, gitarr, sång), George Grantham (trummor, sång) och Randy Meisner (basgitarr, sång). Från början kallade de sig Pogo, efter seriefiguren med samma namn. De bytte dock tidigt till Poco, efter att ha blivit stämda av seriens skapare.
Meisner lämnade gruppen i början av 1969, han var senare med och startade gruppen Eagles. De resterande medlemmarna spelade in debutalbumet Pickin' Up the Pieces som släpptes senare samma år. Först året därpå tog man in en ersättare, Timothy B. Schmit. Med denna uppsättning spelade man in Poco (1970) och livealbumet Deliverin' (1971). Messina valde därefter att lämna bandet och ersattes av Paul Cotton. From the Inside (1971), A Good Feelin' to Know (1972) och Crazy Eyes (1973) följde innan även Furay hoppade av, varpå gruppen fortsatte som en kvartett. Efter ytterligare några album lämnade Schmit 1977 gruppen för att ersätta Meisner i Eagles. Året därpå hoppade även Grantham av. 
Young och Cotton valde att fortsätta och värvade Charlie Harrison, Steve Chapman och Kim Bullard. Denna ombildning visade sig till en början inte vara någonting negativt, det följande albumet, Legend, kom att bli bandets bäst säljande någonsin. De följande albumen sålde dock allt sämre. I mitten av 1980-talet återvände Furay och Schmit, en återförening som resulterade i albumet Inamorata 1984. Efter några år av tystnad från bandet släpptes 1989 Legacy, på vilket originaluppsättningen återförenades. De splittrades dock igen 1991.
Young och Cotton har sedan dess fortsatt turnera med varierande uppsättningar av bandet och sedan 2002 även spelat in nytt material.

## Medlemmar
Nuvarande medlemmar
- Jack Sundrud – gitarr, basgitarr, sång (1985–1987, 1990—1991, 2000–)
- Rick Lonow – trummor, percussion (2016–)
- Lex Browning – gitarr, fiol, sång (2018–)

Tidigare medlemmar
- Rusty Young – sång, gitarr, pedal steel guitar, banjo, dobro (1968–2021) hans död
- Richie Furay – gitarr, sång (1968–1973, 1987–1990)
- Jim Messina – gitarr, basgitarr, sång (1968–1970, 1988–1991)
- Randy Meisner – basgitarr, sång (1968–1969, 1988–1991)
- George Grantham – trummor, sång (1968–1977, 1985–1986, 1987–1990, 2000–2004)
- Timothy B. Schmit – basgitarr, munspel, sång (1969–1977)
- Paul Cotton – gitarr, sång (1970–1988, 1992–2010)
- Al Garth – saxofon, violin (1976)
- Steve Chapman – trummor (1978–1985, 1986–1987)
- Charlie Harrison – basgitarr, sång (1978–1984)
- Kim Bullard – keyboard, sång (1978–1983)
- Rick Seratte – keyboard, sång (1984–1985)
- Jeff Steele — basgitarr (1984–1985)
- Dave Vanecore – keyboard (1989–1990)
- Gary Mallaber – trummor (1991)
- Richard Neville – basgitarr, sång (1992–2000)
- Tim Smith – trummor, sång (1992–2000)
- George Lawrence – trummor, slagverk (2004–2016)
- Michael Webb – keyboard, gitarr, dragspel, sång (2010–2018)

## Diskografi
Studioalbum
- 1969 – Pickin' Up the Pieces
- 1970 – Poco
- 1971 – From the Inside
- 1972 – A Good Feelin' to Know
- 1973 – Crazy Eyes
- 1974 – Seven
- 1974 – Cantamos
- 1975 – Head Over Heels
- 1976 – Rose of Cimarron
- 1977 – Indian Summer
- 1978 – Legend
- 1980 – Under the Gun
- 1981 – Blue and Gray
- 1982 – Cowboys & Englishmen
- 1982 – Ghost Town
- 1984 – Inamorata
- 1989 – Legacy
- 2002 – Running Horse
- 2013 – All Fired Up

Livealbum
- 1971 – Deliverin'
- 1976 – Live
- 2004 – The Last Roundup (inspelad 1977)
- 2004 – Keeping The Legend Alive
- 2005 – Bareback at Big Sky
- 2006 – The Wildwood Sessions
- 2011 – Live from Columbia Studios, Hollywood 9/30/1971
- 2011 – Setlist: The Very Best of Poco Live
- 2014 – Crazy Love